# Ànnia Faustina (emperadriu)
Ànnia Faustina, en llatí Annia Faustina, fou neta o besneta de Marc Aureli i la tercera de les nombroses esposes d'Elagàbal. Aquest matrimoni segons consta en alguna moneda es va produir el 221, però el divorci sembla que es va acordar passat molt poc temps. La mencionen Dió Cassi i Eli Herodià.